# Tomahawk (banda)
Tomahawk es una banda de rock alternativo estadounidense, formada en el año 2000 por Mike Patton y Duane Denison (ex The Jesus Lizard). Poco tiempo después, llegan el batería John Stanier y el bajista Kevin Rutmanis. Hasta la fecha, han lanzado cinco álbumes: Tomahawk (2001),  Mit Gas (2003), Anonymous (2007), Oddfellows (2013) y Tonic Immobility (2021).
El encuentro se produjo cuando Duane, líder del grupo, asistió a un concierto de Mr. Bungle en Nashville y se acercó a preguntar a Mike Patton si quería tener una banda junto a él, que más tarde llamarían "Tomahawk".
Su primer disco autotitulado Tomahawk saldría en el 2001 bajo la discográfica de Mike Patton Ipecac Recordings, teniendo buena respuesta por parte de los aficionados. Luego realizaron una gira por varios países tocando junto a bandas como The Melvins. Tocaron en uno de los festivales más importantes de Australia: el "Big Day Out", donde actuaron dos días.
Kevin Rutmanis, dejó la banda durante la grabación de Anonymous en buenos términos para buscar otros proyectos. Duane y Mike tocaron el bajo para este álbum, el nombre del álbum se da debido a que se realizan versiones de composiciones buscadas y adaptadas por Duane de música nativa norteamericana de las cuales no se tiene autoría, no se realizó un tour para este disco en parte debido a la compleja de cada uno con otros proyectos.
A comienzos de 2012 se anunció el retorno de la banda con la adición de Trevor Dunn en el bajo y el lanzamiento del cuarto álbum de la banda Oddfellows. 
La composición de su quinto álbum Tonic Immobility Duane mencionó que la mayoría de la música estuvo compuesta tres años antes de que Patton grabara las voces, realizando su parte y arreglos durante la pandemia por el Covid-19, el álbum es lanzado a principios de 2021.

## Miembros

### Alineación actual
- Mike Patton - voz, samples, teclados.
- Duane Denison - guitarra, coros.
- John Stanier - batería, percusión.
- Trevor Dunn - bajo, coros.

### Miembros pasados
- Kevin Rutmanis - bajo, coros

## Discografía

### Álbumes de estudio
| Año  | Detalles del álbum                                                                     | Posición en listas | Posición en listas | Posición en listas | Posición en listas | Posición en listas | Posición en listas |
| Año  | Detalles del álbum                                                                     | EE. UU.            | EE. UU. Heat.      | EE. UU. Ind.       | AUS                | NOR                | R.U.               |
| ---- | -------------------------------------------------------------------------------------- | ------------------ | ------------------ | ------------------ | ------------------ | ------------------ | ------------------ |
| 2001 | Tomahawk - Released: 30 de octubre de 2001 - Label: Ipecac - Formats: CD, DI           | —                  | 31                 | 20                 | 37                 | —                  | —                  |
| 2003 | Mit Gas - Released: 6 de mayo de 2003 - Label: Ipecac - Formats: CD, DI                | 137                | 3                  | 7                  | 28                 | 17                 | 98                 |
| 2007 | Anonymous - Released: 19 de junio de 2007 - Label: Ipecac - Formats: CD, DI            | 158                | 2                  | 12                 | 32                 | 31                 | —                  |
| 2013 | Oddfellows - Released: 29 de enero de 2013 - Label: Ipecac - Formats: CD, DI, LP       | —                  | —                  | —                  | —                  | —                  | —                  |
| 2021 | Tonic Immobility - Released: 26 de marzo de 2021 - Label: Ipecac - Formats: CD, DI, LP | —                  | —                  | 18                 | —                  | —                  | —                  |

### Cajas
| Año  | Detalles del álbum                                                                   |
| ---- | ------------------------------------------------------------------------------------ |
| 2012 | Eponymous to Anonymous - Released: 21 de abril de 2012 - Label: Ipecac - Formats: LP |

### Sencillos
| Año  | Canción                    | Álbum            |
| ---- | -------------------------- | ---------------- |
| 2003 | "Rape This Day"            | Tomahawk         |
| 2007 | "Sun Dance"                | Anonymous        |
| 2013 | "Stone Letter"             | Oddfellows       |
| 2014 | "M.E.A.T."                 | '                |
| 2021 | "Business Casual"          | Tonic Immobility |
| 2021 | "Dog Eat Dog" "            | Tonic Immobility |
| 2021 | "Predators and Scavengers" | Tonic Immobility |

### Vídeos Musicales
2003-	God Hates A Coward
2003- 	Rape This Day
2012- 	Stone Letterr
2013- 	Oddfellows
2014- 	South Paw
2021- 	Dog Eat Dog
2021- 	Predators and Scavengers